# Gulzarilal Nanda

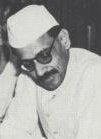
Gulzarilal Nanda

Gulzarilal Nanda (Hindi: गुलज़ारीलाल नन्दा, Gulzārīlāl Nandā; * 4. Juli 1898 in Sialkot, Punjab; † 15. Januar 1998 in New Delhi) war ein indischer Politiker und Interims-Premierminister.
Nach einer Ausbildung in Lahore, Agra und Allahabad wurde er 1920 Mitarbeiter an der University of Allahabad und ab 1921 Professor für Ökonomie am National College in Bombay. Von 1922 bis 1946 arbeitete er für die Textilarbeiter-Gewerkschaft von Ahmedabad. Auf Grund dieser Tätigkeit und in Zusammenhang mit der Politik des Satyagraha von Mahatma Gandhi wurde Nanda 1932 und 1942 bis 1944 inhaftiert.
1937 wurde er in die gesetzgebende Versammlung Bombays gewählt und bekleidete bis 1939 auch das Amt des Ministers für Arbeit und Verbrauchssteuern. 1950 wurde er Vize-Vorsitzender der nationalen Entwicklungskommission und im September 1951 Entwicklungsminister in der indischen Regierung und wurde mit der Oberaufsicht über die Politik zur Landbewässerung und Energieversorgung betraut. 1957 wurde Nanda in das Lok Sabha gewählt und zum Bundesminister für Arbeit, Beschäftigung und Entwicklung ernannt. 1963 bis 1966 übernahm er das Amt des Innenministers.
Nach dem Tod Jawaharlal Nehrus wurde Nanda am 27. Mai 1964 als vorübergehender Premierminister Indiens vereidigt. Am 9. Juni übernahm Lal Bahadur Shastri dieses Amt. Nach dem plötzlichen Tod Shastris am 11. Januar 1966 übernahm Nanda erneut bis zum 24. Januar vorübergehend die Amtsgeschäfte, bis er von Indira Gandhi abgelöst wurde.
Er war Anhänger der Prinzipien Gandhis und erhielt 1997 den Orden Bharat Ratna.